# Хацор
Хацор или Те́л-Хацо́р (на иврит: תֵּל חָצוֹר; Асор) е библейски хълм (тел – тепе) в Северен Израел, разположен на 6 км северно от Рош-Пина, западно от река Йордан.
Идентифициран е с древния ханаанейски град Хацор, който е бил средищен политически и търговски център на Ханаан в доизраилския период, т.е. отпреди изхода.

## История
Древният град се споменава в клинописните текстове от Ебла още в 3 хил. пр.н.е., както и в древноегипетски папируси от 19 век пр.н.е., а също и в клинописните текстове от Мари от 18 век пр.н.е. В средата на 2 хил. пр.н.е. е най-крупния център на Ханаан, а мелекът на Хацор бил „глава на всички царства“ () в тази земя, което ще рече от бреговете на Ефрат и юдейската порта до Древен Египет. В резултат от библейското завоюване на Обетованата земя, е завладян от древноизраилските племена и изгорен (). Скоро след това е наново възстановен, а в епохата на съдиите жителите му с 900 колесници нанесли на израилтяните контраудар, вследствие на който избрания народ бил принуден за 20 години да се покори на (х) асорския цар (мелек) (). Около 1258 г. пр.н.е. е повторно разрушен и разграбен, както и повторно възстановен от израилтяните. Укрепен е при царуването на цар Соломон. В 732 г. пр.н.е., ведно с други градове на Галилея е за трети път разрушен от асирийската армия (). Въпреки това, живота в Хацор продължава до III—II век пр.н.е., включително и в елинистическия период, за което свидетелстват археологическите находки в резервата Тел Хацор.